# 腦髓地獄
《腦髓地獄》（日文： Dogura Magura）為日本作家夢野久作的長篇推理小說，與小栗虫太郎的《黑死館殺人事件》和中井英夫（署名塔晶夫）的《獻給虛無的供物》被稱為日本三大推理奇書（亦有日本四大推理奇书的提法，即在最后加上了竹本健治的《匣中失樂》）。久作早於1927年已經完成此早品的初稿——狂人解放治療（狂人の解放治療），不過經過十年的修繕，才以「腦髓地獄」之名於1935年發行。
书名是长崎地区的方言，在作品中被解释为基督教传教士的咒语；或者是“困惑、仓皇”“眼花缭乱”等意思。确实有佐贺的女性表示儿时曾经使用过这个词。

## 故事簡介
一名青少年在精神病院醒來，發覺忘了自己是誰，九州帝國大學的若林教授告訴這名青少年，他與一宗離奇的兇殺案有關，只要他恢復記憶，就能明白一切，於是將另一位精神病學教授正木教授有關心理遺傳的論文及兇案調查報告交予他閱讀，希望能協助他恢復記憶。這名青少年在閱讀之後，發現兇殺案的原因和正木教授研究的「心理遺傳」有關，而一幅神秘的繪卷是一切的起因。

## 結構特點
本書結構上有別於一般小說分為多個章節，全書的所有情節﹑場景交換以至人物的回想之間皆無明顯分隔。日本著名推理小說家橫溝正史曾表示，讀完《腦髓地獄》頭腦朦朧想要自殺。

## 電影
1988年，日本導演松本俊夫將故事改編成電影搬上大螢幕，由松田洋治飾演主角吳一郎。